# Уечураба
Уечураба (шп. Huechuraba) је општина у Чилеу. По подацима са пописа из 2002. године број становника у месту је био 74.070.

## Демографија
| 2002.  |
| ------ |
| 74.070 |